# Tamaulipan-Buschratte
Die Tamaulipan-Buschratte (Neotoma angustapalata) ist ein Nagetier in der Gattung der Amerikanischen Buschratten, das in Mexiko vorkommt.

## Merkmale
Die Art ist mit einer Gesamtlänge von 380 bis 420 mm, inklusive eines 195 bis 200 mm langen Schwanzes, sowie mit einem Gewicht von 180 bis 240 g ein großer Vertreter ihrer Gattung. Sie hat 39 bis 44 mm lange Hinterfüße und 30 bis 32 mm lange Ohren. Auf der Oberseite ist das Fell bräunlich, während die Wangen grau sind und die Unterseite ein weißliches Aussehen besitzt. Die Kehle und die Leistenregion sind völlig weiß gefärbt. Die Tamaulipan-Buschratte hat eine fast schwarze Schwanzoberseite, die mit der weißlichen Unterseite kontrastiert. Das Fell des Schwanzes wird aus dünnen Haaren gebildet. Diese Buschratte besitzt in jeder Kieferhälfte einen Schneidezahn, keinen Eckzahn, keinen Prämolar und drei molare Zähne, was zusammen 16 Zähne ergibt.

## Verbreitung
Die Tamaulipan-Buschratte lebt im Südwesten des mexikanischen Bundesstaates Tamaulipas und in angrenzenden Gebieten des Bundesstaates San Luis Potosí. Sie konnte in Wolken- und Nebelwäldern, die hauptsächlich mit Kiefern und Eichen bestanden sind, angetroffen werden. Zwei Funde stammen aus Regionen, die auf 1150 beziehungsweise 2000 Meter Höhe liegen.

## Lebensweise
Mehrere Exemplare wurden in Felsspalten entdeckt, die von dichtem Humus bedeckt waren. Ein anderer Fund mit einem Weibchen und zwei Jungtieren ist von einer Höhle dokumentiert. Vermutlich werden Höhlen allgemein als Nistplätze bevorzugt. Soweit bekannt, sind die Individuen überwiegend Einzelgänger und nachtaktiv. Sie halten keinen Winterschlaf. Die Tamaulipan-Buschratte hat Samen und andere Pflanzenteile als Nahrung, die gelegentlich mit wirbellosen Tieren komplettiert wird. Vermutlich kann die Fortpflanzung zu allen Jahreszeiten stattfinden. Die Anzahl der Nachkommen pro Wurf nach einer Trächtigkeit von 30 bis 40 Tagen liegt bei eins bis drei. Diese werden nach etwa vier Wochen selbstständig und die Geschlechtsreife tritt nach zirka acht Wochen ein.

## Bedrohung
Intensive Forstwirtschaft und Umwandlung der Wälder in Kaffee-Plantagen bedrohen den Bestand. Die Tamaulipan-Buschratte lebt in einem Gebiet, das kleiner als 5000 km² ist, und sie wird selten gesichtet. Die Größe und Qualität des geeigneten Habitats nehmen ab. Die Weltnaturschutzunion (IUCN) listet die Art deshalb als stark gefährdet (Endangered).